# Myzocallis nanae
Myzocallis nanae är en insektsart som först beskrevs av Tissot 1932.  Myzocallis nanae ingår i släktet Myzocallis och familjen långrörsbladlöss. Inga underarter finns listade i Catalogue of Life.